# Tour All Over
| Recensione            | Giudizio |
| --------------------- | -------- |
| Punkinternational.com | A+       |
| Rock Sound UK         | positivo |

Tour All Over è il terzo album in studio dei Sun Eats Hours, autoprodotto e pubblicato nel 2003 per la Rude Records.

## Descrizione
L'album ripropone alcune tracce del precedente album, Will (2002), riregistrate, remixate e rimasterizzate. Dal precedente disco viene esclusa Count Down; inoltre vengono aggiunti tre inediti (Tour All Over, La Mangiauomini e Living Force). La Mangiauomini è l'unico pezzo in italiano scritto come Sun Eats Hours, se si eccettuano le tracce fantasma contenute in Don't Waste Time e Will (riproposta anche in questo disco). Alcune tracce presentano il nome modificato: I Against the World diventa ...Still Against the World, mentre The Sun Eats Hours oscilla tra il mantenimento di questo titolo - all'interno del libretto - e semplicemente Sun Eats Hours sul retro della copertina.
Nel 2005 è uscita una seconda versione del disco, la cui produzione (così come per i successivi album) è accreditata come Sun Media.

## Tracce
Testi e musiche di Francesco Lorenzi.
1. ...Still Against The World – 3:45
2. Tour All Over – 2:46
3. Dazed – 2:28
4. Nothing Is Dead – 2:56
5. That Day – 2:43
6. Ordinary Discussion – 1:34
7. Spain – 3:36
8. Sun Eats Hours – 2:28
9. Rustles – 4:03
10. Pain – 3:01
11. September 2001 – 2:21
12. Ill Equipped – 3:10
13. La Mangiauomini – 2:41
14. Five A.M. – 2:55
15. Idiosyncrasy – 3:26
16. Living Force – 10:02 – contiene una traccia fantasma

Durata totale: 53:55

## Promozione
Il disco è stato presentato ufficialmente il 9 aprile 2003 alla FNAC e il 10 aprile al Rolling Stone di Milano; parte di questo concerto è stato trasmesso su Rock TV.
Hanno girato il loro primo video musicale – diretto dal batterista Rossi –, per l'omonimo singolo Tour All Over, che è stato inserito nella programmazione del programma di MTV Superock. Successivamente hanno girato un videoclip anche per September 2001, secondo estratto dall'album.
È il primo album della band ad essere stato stampato in tre versioni differenti (Italia, Spagna, Svizzera) e a essere distribuito a livello internazionale; ha ottenuto recensioni positive in Europa, Giappone e Sud America. In Spagna è stata distribuita anche una versione promo del disco. Alla pubblicazione hanno fatto seguire un tour italiano ed europeo.

## Formazione
Formazione come da libretto.
Sun Eats Hours
- Francesco Lorenzi – voce e chitarra
- Matteo "Lemma" Reghelin – basso
- Riccardo "Trash" Rossi – batteria
- Andrea "the Huge" Barone – live showman; voce nella traccia fantasma

Musicisti aggiuntivi
- Maxx Monopoli – cori
- Francesco Chillemi – cori

Produzione
- Francesco Lorenzi – produzione, registrazione, mixaggio
- Riccardo Rossi – produzione
- Claudio Bongiovanni – mastering
- Cristian Nardelli – mastering
- Maxx Monopoli – mastering
- Marco Bellucci – registrazione, mixaggio
- Francesco Chillemi – registrazione, mixaggio
- Mirco Monopoli – grafica e fotografia
- Antonio Martella – fotografia

## Date di pubblicazione
| Paese       | Data           | Formato | Etichetta discografica  | Distributore                 |
| ----------- | -------------- | ------- | ----------------------- | ---------------------------- |
| Italia      | 28 marzo 2003  | CD      | Rude Records (RDR 011)  | Venus                        |
| Spagna      | 21 aprile 2003 | CD      | Zero Records            | Warner                       |
| Portogallo  | 21 aprile 2003 | CD      | Rude Records            | Musica Activa                |
| Giappone    | novembre 2003  | CD      | Rude Records            | CR Japan                     |
| Svizzera    | 2003           | CD      | Snayle Records (SR 006) | Leech Records                |
| Germania    | 2 gennaio 2004 | CD      | RP Punkrock             | Soulfood                     |
| Francia     | 24 marzo 2004  | CD      | Rude Records            | FNAC                         |
| Belgio      | maggio 2004    | CD      | Rude Records            | Sonic Rendezvous             |
| Paesi Bassi | maggio 2004    | CD      | Rude Records            | Sonic Rendezvous             |
| Lussemburgo | maggio 2004    | CD      | Rude Records            | Sonic Rendezvous             |
| Austria     | 25 giugno 2004 | CD      | RP Punkrock             | Rebeat Music                 |
| Svezia      | 28 giugno 2004 | CD      | Rude Records            | Sound Pollution Distribution |
| Norvegia    | 28 giugno 2004 | CD      | Rude Records            | Sound Pollution Distribution |
| Finlandia   | 28 giugno 2004 | CD      | Rude Records            | Sound Pollution Distribution |
| Danimarca   | 28 giugno 2004 | CD      | Rude Records            | Sound Pollution Distribution |
| Inghilterra | N.D.           | CD      | Rude Records            | Plastic Head                 |
| Irlanda     | N.D.           | CD      | Rude Records            | Plastic Head                 |
| Grecia      | N.D.           | CD      | Rude Records            | Sound & Vision               |